# Echeveria grisea
Echeveria grisea är en fetbladsväxtart som beskrevs av Walther. Echeveria grisea ingår i släktet Echeveria och familjen fetbladsväxter. Inga underarter finns listade i Catalogue of Life.